# 韓策
韓策（1560年—？），字獻之，號對廷，又號念劬，直隸真定府南宮縣人，民籍，明朝政治人物。

## 生平
萬曆四年（1576年）丙子科順天鄉試一百十七名舉人，萬曆十四年（1586年）丙戌科會試一百七十八名，登二甲第十五名進士。通政司观政，授太仓州知州，十八年丁憂。二十年補河南信阳州，二十一年升兵部职方司员外郎，二十二年調吏部稽勋司员外郎，二十三年准养病。二十七年起補两淮運副，二十八年升南京刑部员外郎，二十九年升郎中，三十四年十二月升山东驿传道副使，三十七年八月升山西大同道右参政，四十一年加升右布政使，四十二年轉本省左布政使，四十三年十二月以被参请告回籍。

## 家族
曾祖韓景聰；祖父韓珂，曾任壽官；父韓永忠，曾任生員。母胡氏。具庆下。兄韓樂（省祭）、韩竹（生员）、韩甲（乙酉举人）。弟韩籥（生员）、韩範、韩簡。